# Lijst van Nederlandse Europarlementariërs 2004-2009
Lijst van Nederlandse Europarlementariërs 2004-2009 bevat een overzicht van de in Nederland gekozen leden van het Europees Parlement in de zittingsperiode 2004-2009 op grond van de Europese Parlementsverkiezingen van 10 juni 2004.
De zittingsperiode ging in op 20 juli 2004 en eindigde op 13 juli 2009. Nederland had in deze zittingsperiode recht op 27 zetels (op een totaal aantal van 732).
| Naam                       | Nederlandse partij                      | Fractie                                           | Begindatum       | Einddatum        | refs   |
| -------------------------- | --------------------------------------- | ------------------------------------------------- | ---------------- | ---------------- | ------ |
| Bas Belder                 | ChristenUnie-SGP                        | Fractie Onafhankelijkheid/Democratie              | 20 juli 2004     | 13 juli 2009     | [ 1 ]  |
| Max van den Berg           | Partij van de Arbeid                    | Sociaaldemocratische Fractie                      | 20 juli 2004     | 31 augustus 2007 | [ 2 ]  |
| Thijs Berman               | Partij van de Arbeid                    | Sociaaldemocratische Fractie                      | 20 juli 2004     | 13 juli 2009     | [ 3 ]  |
| Hans Blokland              | ChristenUnie-SGP                        | Fractie Onafhankelijkheid/Democratie              | 20 juli 2004     | 13 juli 2009     | [ 4 ]  |
| Emine Bozkurt              | Partij van de Arbeid                    | Sociaaldemocratische Fractie                      | 20 juli 2004     | 13 juli 2009     | [ 5 ]  |
| Paul van Buitenen          | Europa Transparant                      | De Groenen/Vrije Europese Alliantie               | 20 juli 2004     | 13 juli 2009     | [ 6 ]  |
| Kathalijne Buitenweg       | GroenLinks                              | De Groenen/Vrije Europese Alliantie               | 20 juli 2004     | 13 juli 2009     | [ 7 ]  |
| Ieke van den Burg          | Partij van de Arbeid                    | Sociaaldemocratische Fractie                      | 20 juli 2004     | 13 juli 2009     | [ 8 ]  |
| Dorette Corbey             | Partij van de Arbeid                    | Sociaaldemocratische Fractie                      | 20 juli 2004     | 13 juli 2009     | [ 9 ]  |
| Jan Cremers                | Partij van de Arbeid                    | Sociaaldemocratische Fractie                      | 30 april 2008    | 13 juli 2009     | [ 10 ] |
| Bert Doorn                 | Christen-Democratisch Appèl             | Europese Volkspartij en Europese Democraten       | 20 juli 2004     | 13 juli 2009     | [ 11 ] |
| Camiel Eurlings            | Christen-Democratisch Appèl             | Europese Volkspartij en Europese Democraten       | 20 juli 2004     | 21 februari 2007 | [ 12 ] |
| Els de Groen               | Europa Transparant                      | De Groenen/Vrije Europese Alliantie               | 20 juli 2004     | 13 juli 2009     | [ 13 ] |
| Els de Groen               | onafhankelijk                           | De Groenen/Vrije Europese Alliantie               | 20 juli 2004     | 13 juli 2009     | [ 13 ] |
| Jeanine Hennis-Plasschaert | Volkspartij voor Vrijheid en Democratie | Alliantie van Liberalen en Democraten voor Europa | 20 juli 2004     | 13 juli 2009     | [ 14 ] |
| Lily Jacobs                | Partij van de Arbeid                    | Sociaaldemocratische Fractie                      | 4 september 2007 | 13 juli 2009     | [ 15 ] |
| Joost Lagendijk            | GroenLinks                              | De Groenen/Vrije Europese Alliantie               | 20 juli 2004     | 13 juli 2009     | [ 16 ] |
| Esther de Lange            | Christen-Democratisch Appèl             | Europese Volkspartij en Europese Democraten       | 12 april 2007    | 13 juli 2009     | [ 17 ] |
| Kartika Liotard            | Socialistische Partij                   | Europees Unitair Links/Noords Groen Links         | 20 juli 2004     | 13 juli 2009     | [ 18 ] |
| Albert Jan Maat            | Christen-Democratisch Appèl             | Europese Volkspartij en Europese Democraten       | 20 juli 2004     | 9 april 2007     | [ 19 ] |
| Jules Maaten               | Volkspartij voor Vrijheid en Democratie | Alliantie van Liberalen en Democraten voor Europa | 20 juli 2004     | 13 juli 2009     | [ 20 ] |
| Toine Manders              | Volkspartij voor Vrijheid en Democratie | Alliantie van Liberalen en Democraten voor Europa | 20 juli 2004     | 13 juli 2009     | [ 21 ] |
| Maria Martens              | Christen-Democratisch Appèl             | Europese Volkspartij en Europese Democraten       | 20 juli 2004     | 13 juli 2009     | [ 22 ] |
| Edith Mastenbroek          | Partij van de Arbeid                    | Sociaaldemocratische Fractie                      | 20 juli 2004     | 29 april 2008    | [ 23 ] |
| Erik Meijer                | Socialistische Partij                   | Europees Unitair Links/Noords Groen Links         | 20 juli 2004     | 13 juli 2009     | [ 24 ] |
| Jan Mulder                 | Volkspartij voor Vrijheid en Democratie | Alliantie van Liberalen en Democraten voor Europa | 20 juli 2004     | 13 juli 2009     | [ 25 ] |
| Lambert van Nistelrooij    | Christen-Democratisch Appèl             | Europese Volkspartij en Europese Democraten       | 20 juli 2004     | 13 juli 2009     | [ 26 ] |
| Ria Oomen                  | Christen-Democratisch Appèl             | Europese Volkspartij en Europese Democraten       | 20 juli 2004     | 13 juli 2009     | [ 27 ] |
| Joop Post                  | Christen-Democratisch Appèl             | Europese Volkspartij en Europese Democraten       | 1 maart 2007     | 16 oktober 2007  | [ 28 ] |
| Sophie in 't Veld          | Democraten 66                           | Alliantie van Liberalen en Democraten voor Europa | 20 juli 2004     | 13 juli 2009     | [ 29 ] |
| Cornelis Visser            | Christen-Democratisch Appèl             | Europese Volkspartij en Europese Democraten       | 17 oktober 2007  | 13 juli 2009     | [ 30 ] |
| Jan Wiersma                | Partij van de Arbeid                    | Sociaaldemocratische Fractie                      | 20 juli 2004     | 13 juli 2009     | [ 31 ] |
| Corien Wortmann            | Christen-Democratisch Appèl             | Europese Volkspartij en Europese Democraten       | 20 juli 2004     | 13 juli 2009     | [ 32 ] |

1952-1958 (EGKS) · 
1958-1979 · 
1979-1984 · 
1984-1989 · 
1989-1994 · 
1994-1999 · 
1999-2004 · 
2004-2009 · 
2009-2014 · 
2014-2019 · 
2019-2024 · 
2024-2029